# Vitis wilsoniae
Vitis wilsonae är en vinväxtart som beskrevs av Veitch. Vitis wilsonae ingår i släktet vinsläktet, och familjen vinväxter. Inga underarter finns listade i Catalogue of Life.